# Løkken
Løkken är en tätort i Hjørrings kommun i Region Nordjylland i Danmark. Tätorten har 1 684 invånare (2024). Den ligger på ön Vendsyssel-Thy, cirka 19 kilometer sydväst om Hjørring. Løkken tillhörde Løkken-Vrå kommun fram till kommunreformen 2007.
Løkken, som ligger vid Skagerrak, är främst ett fiskeläge och sommartid en välbesökt semesterort. Den 19 kilometer långa och mycket breda stranden söderut till Rødhus är öppen för fordonstrafik året om. Det finns även nedfarter i Blokhus, Grønhøj och Saltum.
I Løkken finns det lokalhistoriska Løkken Museum samt Løkken Kystfiskerimuseum, inrymt i Løkken Redningshus.

## Bildgalleri

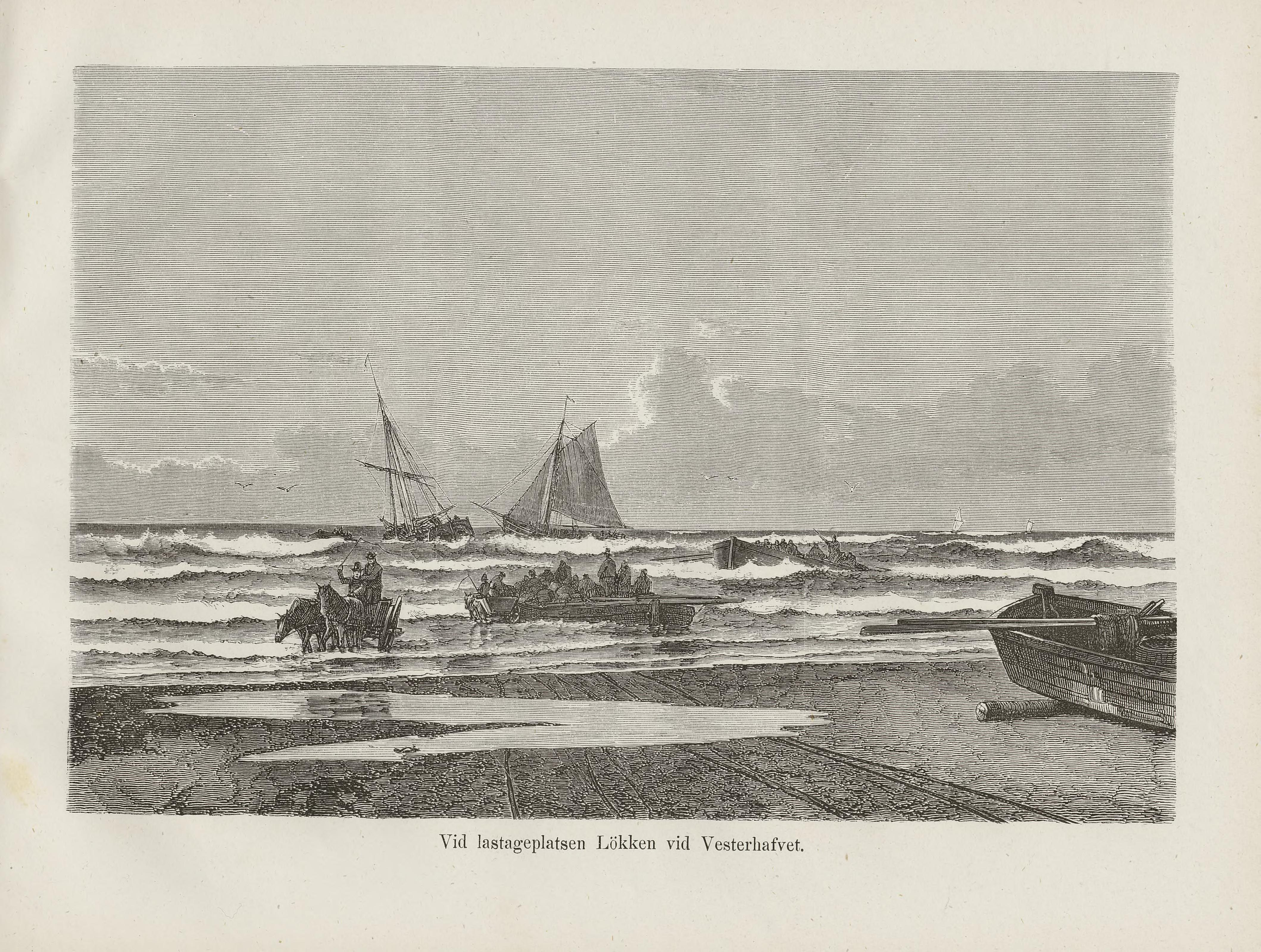
Sandskutor vid Løkken, illustration i bok utgiven 1873.
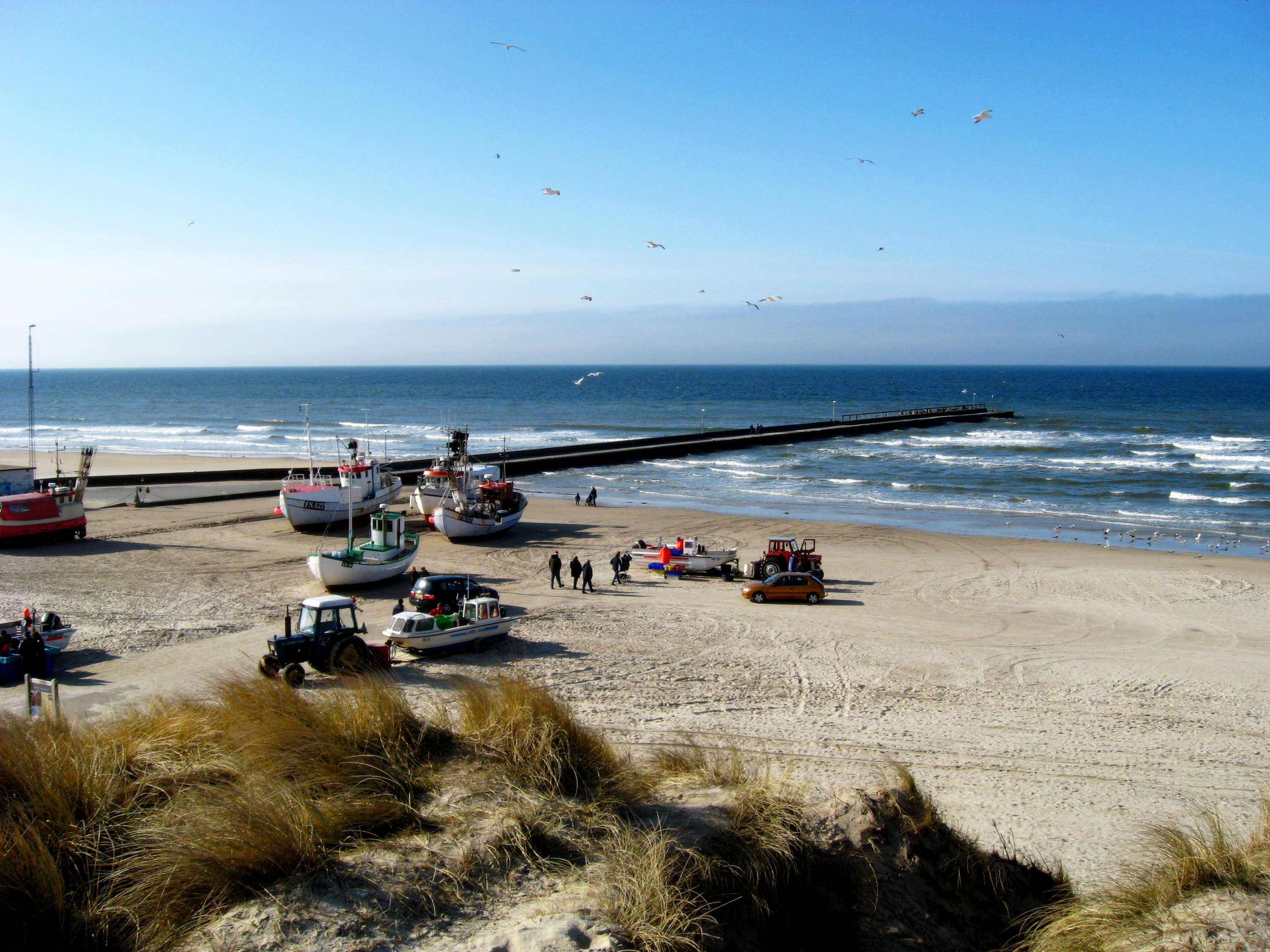
Piren, 2009.
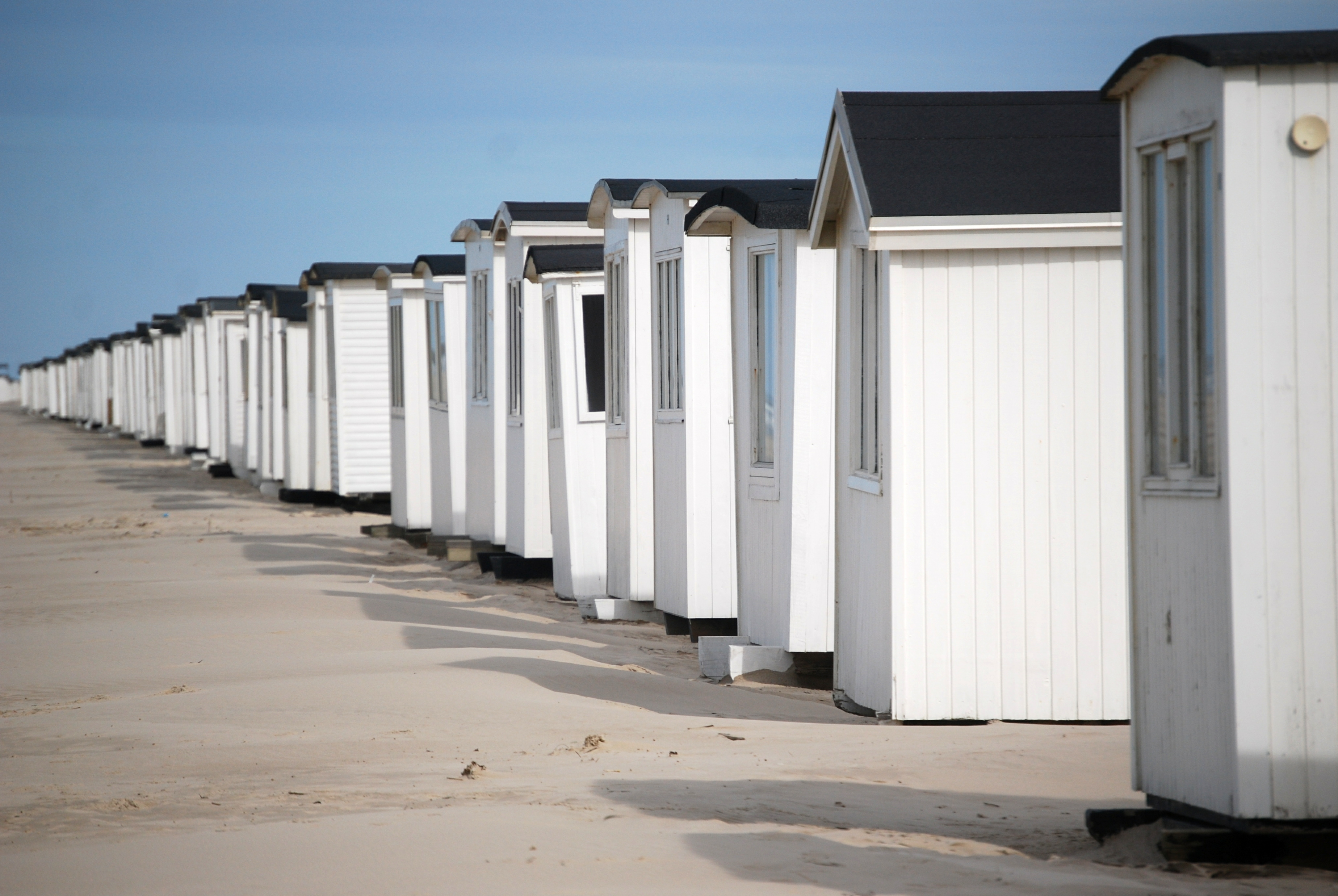
Badhytter på stranden vid Løkken.
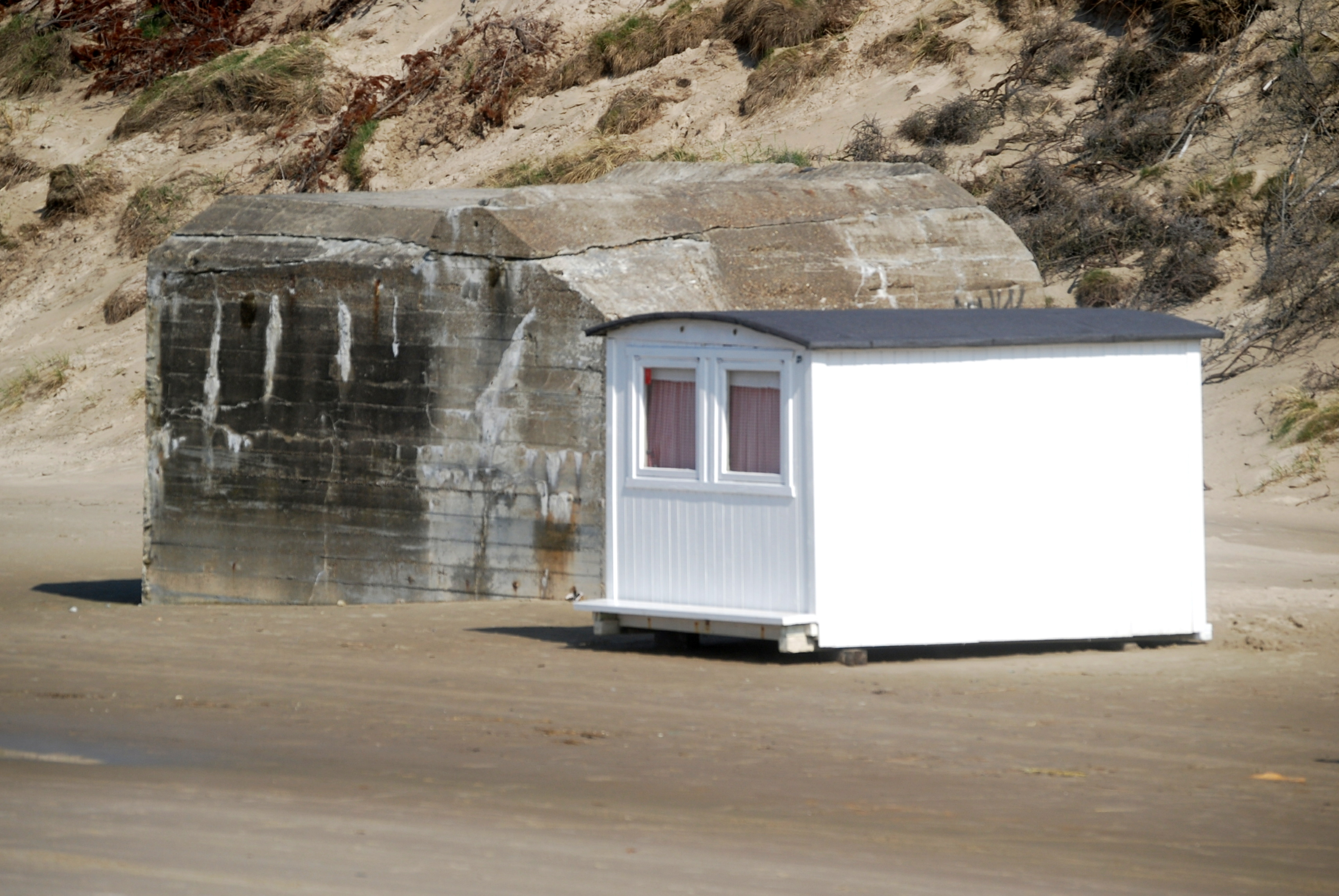
Badhus och tysk bunker från andra världskriget.
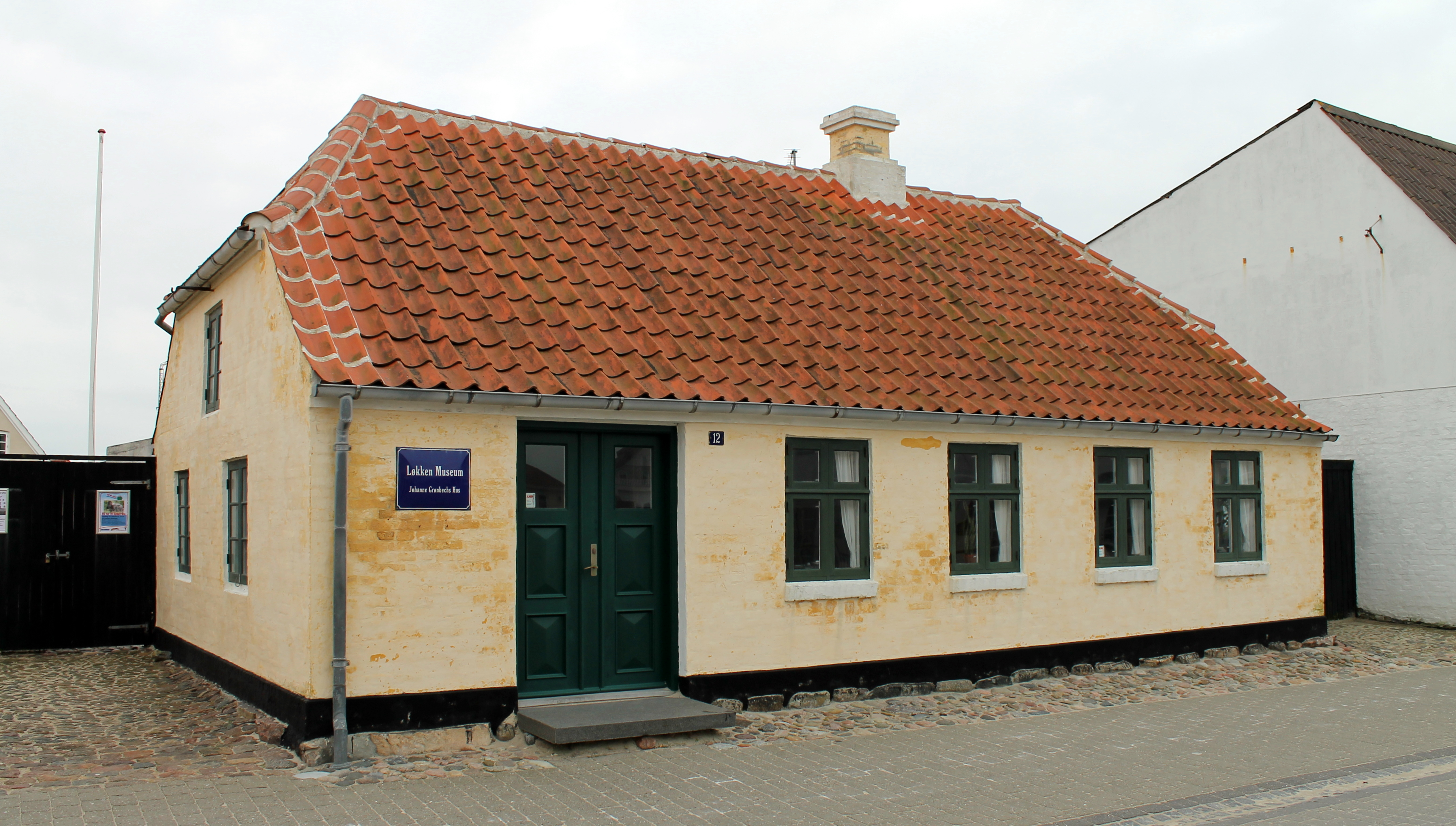
Løkken Museum.
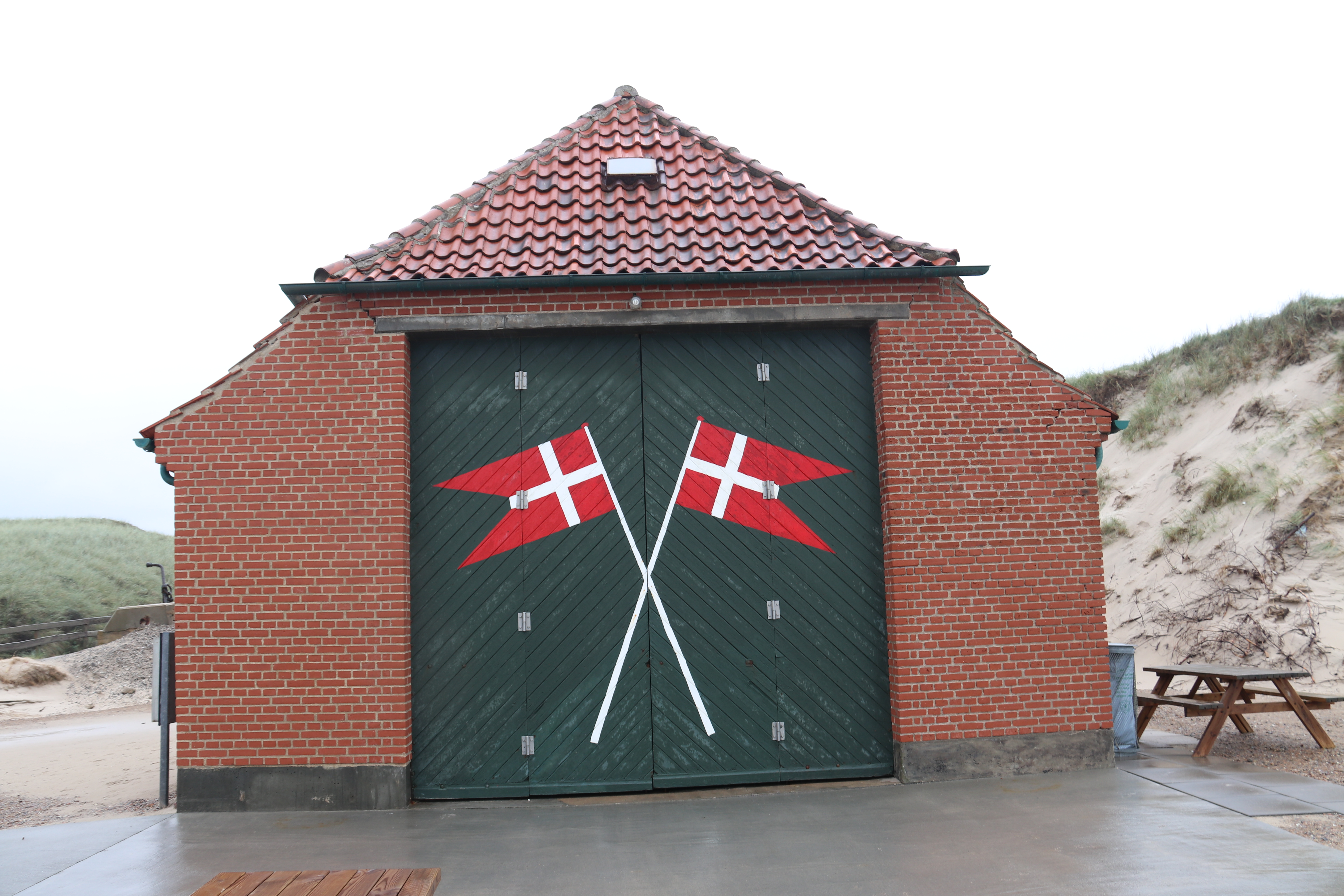
Løkken Redningshus.
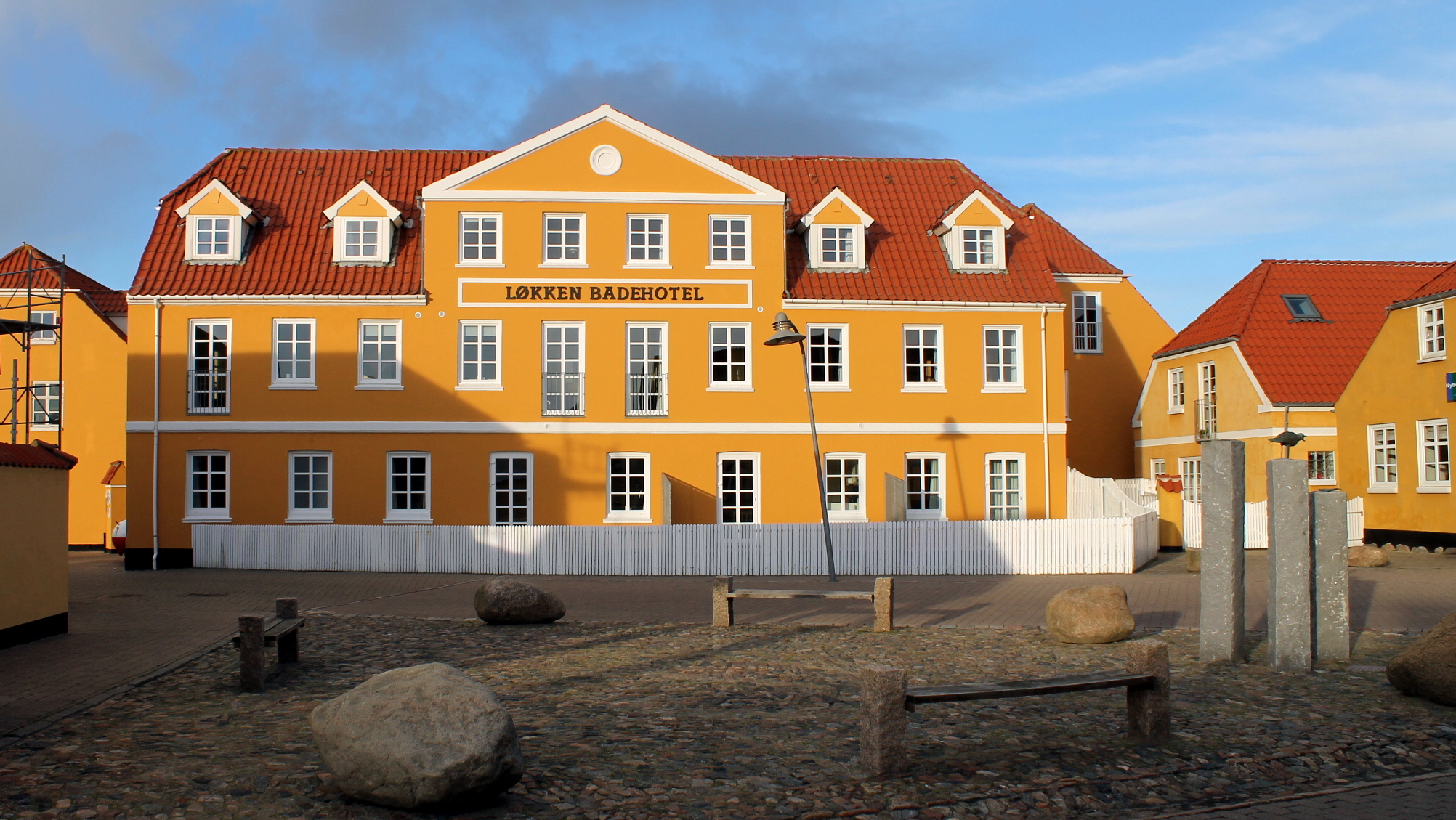
Løkken Badehotel.
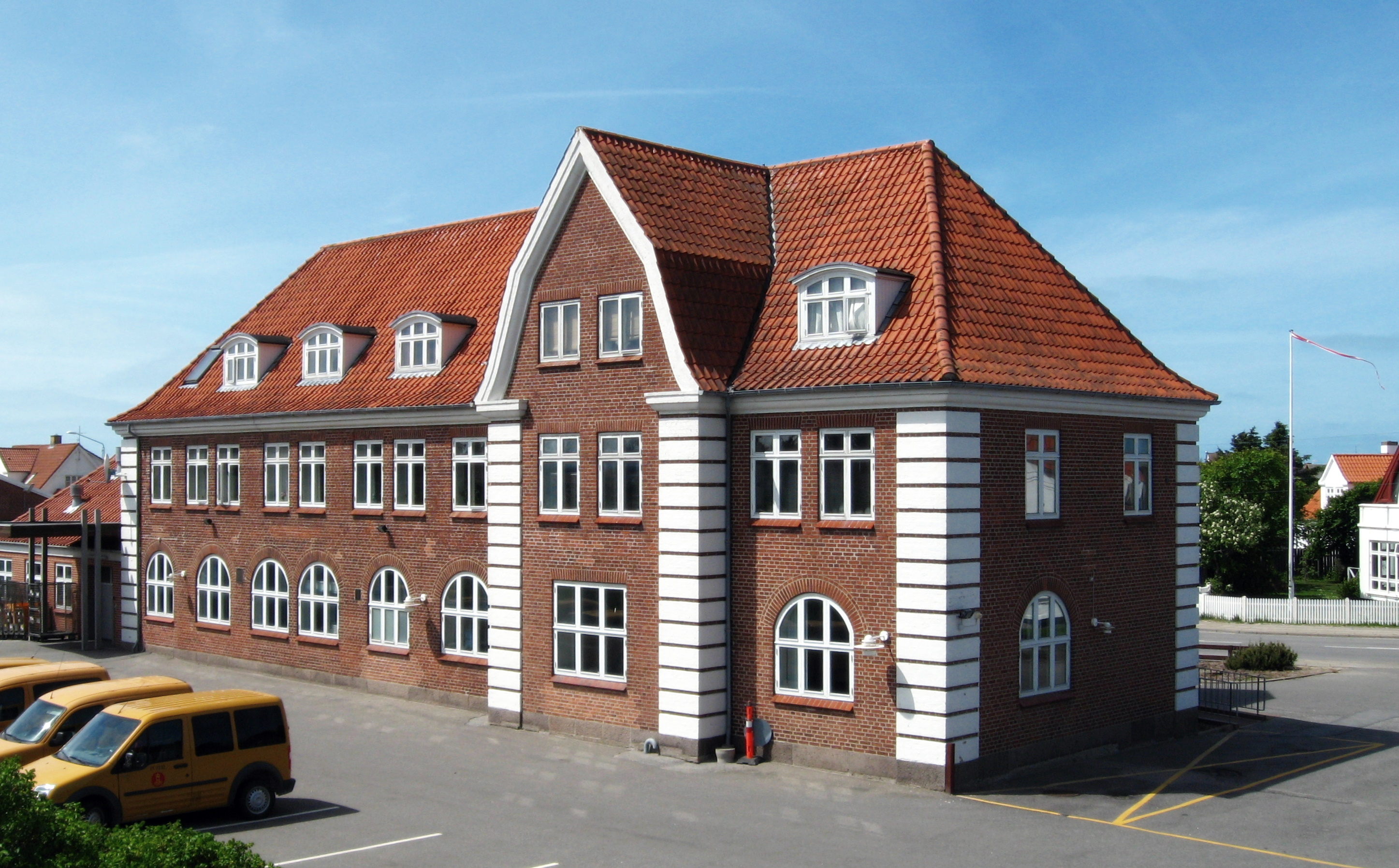
Stationshus i Løkken.
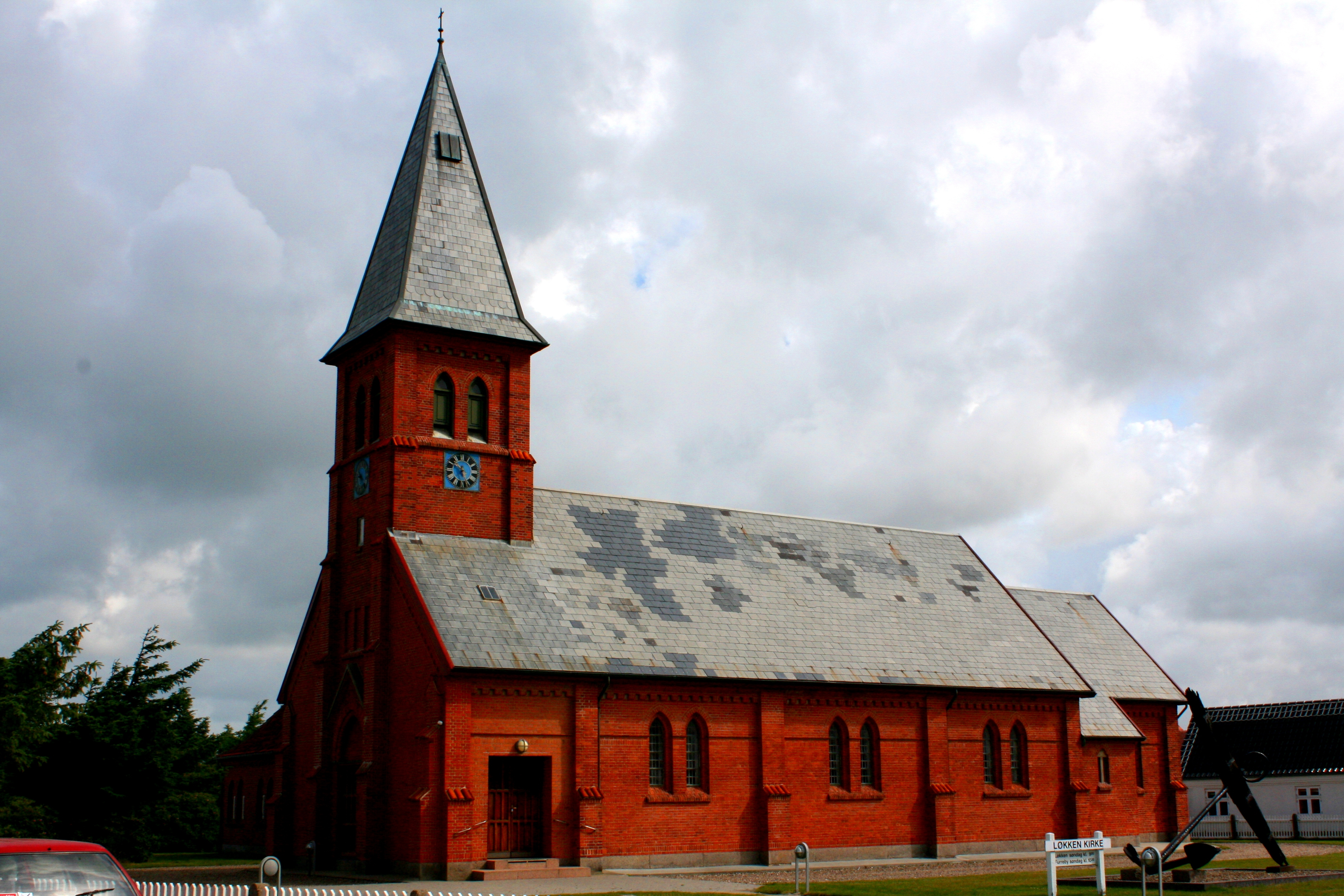
Løkken Kirke.
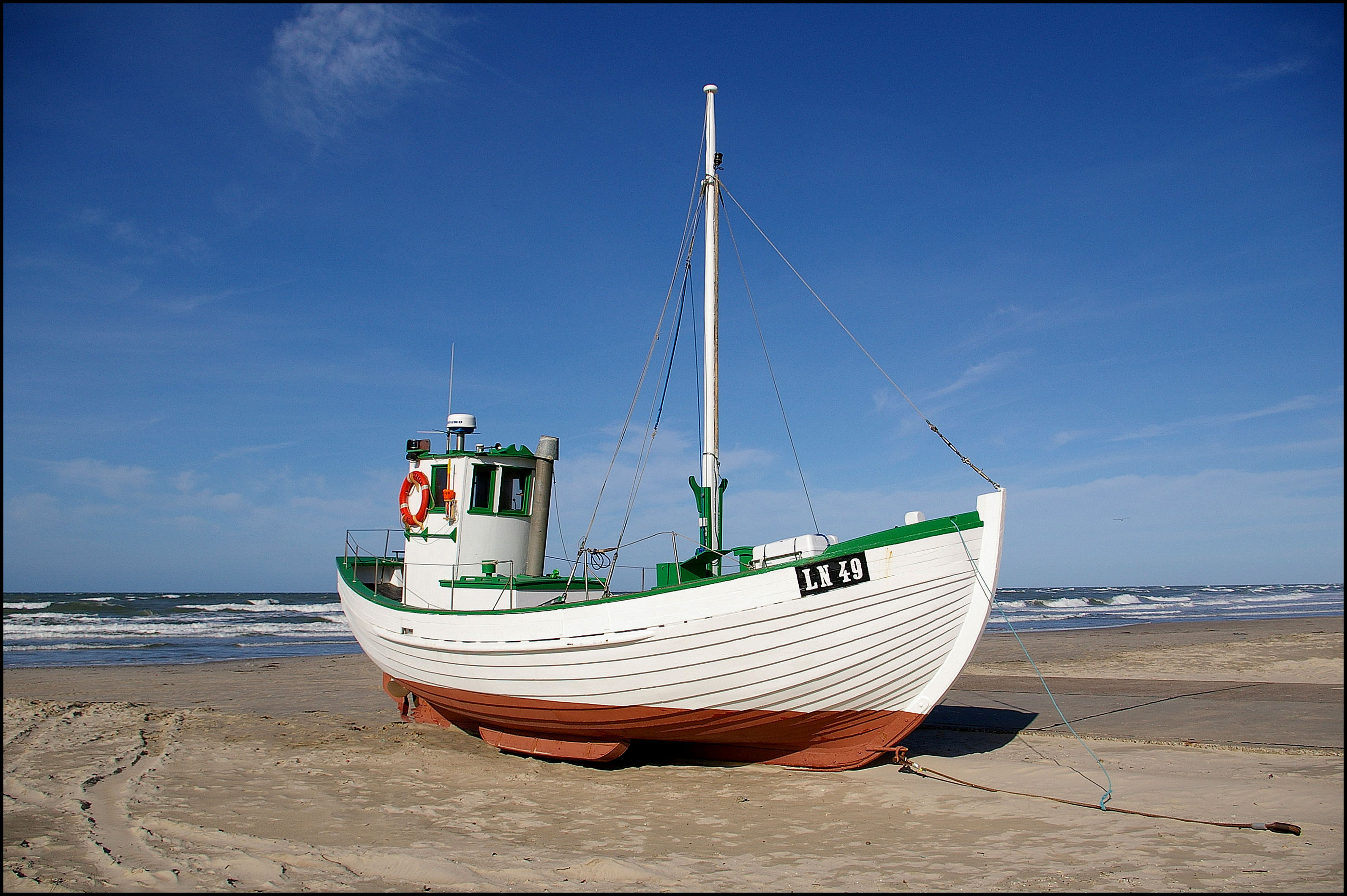
Fiskebåten LN49 "Stjernen", 9,64 meter lång, på stranden i Løkken.